# Ротко, Марк
Марк Ро́тко (англ. Mark Rothko, имя при рождении — Ма́ркус Я́нкелевич-Бе́ндетович Ротко́вич; 25 сентября 1903, Двинск, Витебская губерния, Российская Империя, ныне Даугавпилс, Латвия — 25 февраля 1970, Нью-Йорк) — американский художник, ведущий представитель абстрактного экспрессионизма, один из создателей живописи цветового поля.

## Биография

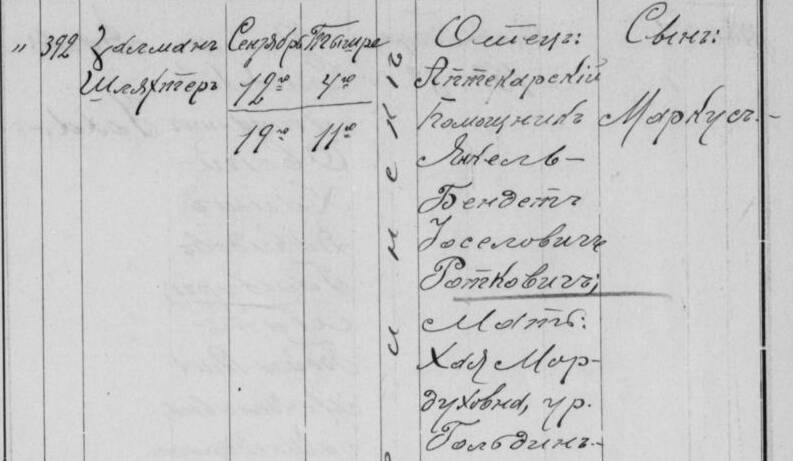
Запись в метрической книге двинского раввината о рождении Маркуса Ротковича

### Происхождение и детство (1903—1912)
Родился 12 (25) сентября 1903 года в Двинске в еврейской семье, в которой уже было трое детей. Дома говорили как на идише, так и на русском. Глава семейства, Я́нкель-Бе́ндет Ио́селович Роткович (1859—1914), уроженец Михалишек Виленской губернии, работал аптекарским помощником сначала в Вильне, потом в Двинске, где он открыл аптеку, но, несмотря на скромный доход, много внимания уделял образованию детей. Мать, Ха́я Мо́рдуховна Роткович (в девичестве Гольдин; 1870—1948), уроженка Санкт-Петербурга, была домохозяйкой. Отец придерживался марксистских взглядов и был нерелигиозен, в связи с чем его старшие дети получили светское образование, однако позже он возвратился к ортодоксальному иудаизму и решил дать младшему сыну религиозное образование. В возрасте пяти лет Маркус поступил в хедер, где изучал Пятикнижие и древнееврейский язык. В Двинске семья жила на углу Шоссейной и Псковской улиц.

### Эмиграция и учёба в США (1913—1923)
Глава семейства, опасаясь, что детей заберут на службу в царскую армию, и следуя примеру многочисленных еврейских семей, бежавших от погромов в США, в 1910 году принял решение эмигрировать из страны. Двое его братьев уже уехали в Америку и обосновались в Портленде, штат Орегон, где занялись производством одежды. Семья разделилась: Маркус с матерью и старшей сестрой Соней (1890—1985) пока остались в России, а Яков и двое детей, Мойше и Абель (впоследствии Альберт), эмигрировали в том же 1910 году.
5 августа 1913 года пароход «Царь» вышел из Либавы и 17 августа прибыл в Нью-Йорк. Среди пассажиров второго класса был и Маркус с сестрой Соней и матерью. Первые десять дней они жили у родственников (Вайнштейнов) в Нью-Хейвене, позже, на поезде, добрались до Портленда. Через семь месяцев отец Маркуса умер от колоректального рака и семья осталась без средств к существованию. Детям пришлось устроиться на работу. Соня, которая в России получила образование зубного врача, стала бухгалтером, а Мойше и Альберт помогали в семейном бизнесе Вайнштейнов, пока не выучили английский настолько, что сдали экзамен на фармацевтов. В это время Маркус помогал братьям, работая курьером и торгуя газетами.
В 1913 году Ротко поступил в третий класс общеобразовательной школы, после которого его перевели сразу в пятый, а в семнадцать с отличием окончил Lincoln High School. В совершенстве овладев английским (четвёртым языком), он активно участвовал в жизни местного еврейского сообщества, особенно в политических дискуссиях. Портленд в то время был одним из центров революционной активности в США, и Марк посещал собрания особенно сильного в городе революционно-синдикалистского профсоюза «Индустриальные рабочие мира», на которых организовывал дискуссии о революции 1917 года в России. Он намеревался стать профсоюзным активистом, посвятив свою жизнь рабочему движению.
В сентябре 1921 года — в традициях семьи Вайнштейн — Ротко поступил в Йельский университет, где первый год учился благодаря полученному за отличный аттестат гранту, а позднее, чтобы оплачивать учёбу, работал в прачечной. Одно время, делая большие успехи в математике, он всерьёз планировал для себя карьеру инженера. В университете вместе с товарищами Аароном Директором и Саймоном Уитни выпускал сатирический журнал, направленный на разоблачения пороков университетского общества WASP («Белых англо-саксонских протестантов»), включая элитизм и расизм.
То ли из-за финансовых трудностей, то ли считая занятия скучными, но в 1923 году Маркус университет бросил. Вновь появился в нём он лишь спустя сорок шесть лет, уже накануне ухода из жизни, только чтобы получить почётную степень доктора.

### Раннее творчество
Без определённой идеи, чем он хочет заниматься, Маркус Ротко переехал в Нью-Йорк, снял комнату в доме № 19 на 102-й западной улице и сразу окунулся в бурную атмосферу художественной жизни большого города. Осенью 1923 года он, навещая друга в школе искусств в Нью-Йорке, увидел, как художники рисовали модель. Как позднее говорил сам Ротко, в этот момент он «родился как художник». Он начал брать уроки у Джорджа Бриджмена в Лиге студентов-художников Нью-Йорка. Некоторое время спустя он поступил в «Новую школу дизайна» в Нью-Йорке, где среди его преподавателей был один из основателей «абстрактного сюрреализма» Аршиль Горки. Несмотря на то, что Ротко очень мало занимался у художника Макса Вебера на курсах в «Лиге студентов искусств Нью-Йорка» — с октября по декабрь 1925 года и с марта по май 1926 года, — тот оказал очень большое влияние на ранние работы Ротко. Именно с тех пор он стал воспринимать искусство как инструмент эмоционального и религиозного самовыражения. Тогда молодого художника впечатлили сюрреалистические работы Пауля Клее и живопись Жоржа Руо.
В 1928 году Ротко с группой молодых художников впервые выставил свои работы в галерее «Оппортьюнити» (Opportunity gallery). Тёмные экспрессивные полотна — изображения интерьеров и городские зарисовки — были хорошо приняты критиками и коллегами. Несмотря на этот скромный успех, Ротко всё ещё не мог целиком посвятить себя творчеству — ему необходимо было работать.
В конце 1920-х годов Ротко подрабатывал, рисуя карты для Библейских исторических книг писателя Льюиса Брауна. Он переехал в дом 231 на 25-й восточной улице и в 1929 году стал преподавателем живописи и скульптуры (на неполный день) в Центральной академии Бруклинского еврейского центра. Там он проработал до 1952 года.
В начале 1930-х годов Ротко познакомился с художником Адольфом Готтлибом, который вместе с Барнеттом Ньюманом, Джозефом Солманом, Луисом Шанкером и Джоном Грэмом был частью группы молодых художников, окружавших художника Мильтона Эвери. По словам Элен де Кунинг, именно Эвери «дал Ротко идею о том, что [жизнь профессионального художника] возможна». Абстрактные картины Эвери, в которых использовались глубокие знания формы и цвета, оказали огромное влияние на Ротко. Вскоре картины Ротко приобрели сюжет и цвет, схожие с картинами Эвери, как видно из «Купальщицы» или «Пляжной сцены 1933—1934 годов».
Ротко, Готтлиб, Ньюман, Солман, Грэм и их наставник Эвери проводили значительное время вместе, отдыхая в Лейк-Джордже и в Глостере. Днём они рисовали, а по вечерам обсуждали искусство. На озере Джордж в 1932 году Ротко познакомился с Эдит Сахар, дизайнером ювелирных украшений, на которой он в конце того же года женился. Следующим летом в Художественном музее Портленда состоялась его первая персональная выставка, на которой были представлены рисунки и акварели. На выставке Ротко наряду со своими работами представил работы своих учеников-подростков из Академии Бруклинского еврейского центра.
Семья художника была против его решения посвятить себя искусству. Во время Великой Депрессии Ротковичи многое потеряли, их удивляло безразличие Маркуса и его нежелание заняться более «перспективной» и «выгодной» работой, чтобы помочь матери.

### Первая персональная выставка в Нью-Йорке
Вернувшись в Нью-Йорк, Ротко провёл свою первую персональную выставку на Восточном побережье в Галерее современного искусства (21 ноября — 9 декабря 1933 года). Он показал пятнадцать картин маслом, в основном портреты, а также некоторые акварели и рисунки. Его живопись особенно привлекла внимание искусствоведов. Использование Ротко цветовых полей уже тогда было лишено влияния Эвери.

### Группа десяти
В конце 1935 года Ротко присоединился к Илье Болотовскому, Бен-Циону, Адольфу Готлибу, Лу Харрису, Ральфу Розенборгу, Луи Шанкеру и Джозефу Солману, чтобы сформировать «Десятку несогласных Уитни» (Whitney Ten Dissenters). Согласно каталогу выставки галереи, миссия группы состояла в том, чтобы «протестовать против отождествления американской живописи с буквальной».
Ещё в 1950 году они считались радикалами, и консервативное жюри не приняло их картины на важную выставку современного искусства в Метрополитен-музее. В ответ они сделали групповое фото «Разгневанных» — все с суровыми лицами, ни тени улыбки. Особенно рассержен был Марк Ротко. Стиль Ротко уже изменился, он приближался к знаменитым работам зрелого периода, но несмотря на интерес к изучению цвета, художник сконцентрировался на другой формальной и стилистической инновации, работая над сюрреалистичными изображениями мифологических историй и символов. Органические, полуабстрактные формы, рождённые его фантазиями и сновидениями, получили название биоморфных. В это время растёт авторитет Ротко, особенно в среде Союза художников. Основанный в 1937 году, этот союз, в который входили также Готлиб и Солман, ставил себе целью создать муниципальную галерею искусств, где можно было бы устраивать самостоятельные групповые выставки. В 1936 году группа Союза художников устроила свою выставку в галерее «Бонапарт» (Galerie Bonaparte) во Франции.
В 1938 году ещё одна выставка прошла в галерее «Меркюри» (Mercury Gallery). В тот период Ротко, как и многие художники того времени, начал работать в государственной организации, созданной для преодоления последствий Великой депрессии. Художники и архитекторы нанимались для восстановления и реновации общественных зданий. В те времена на службе у государства работали многие известные художники, в том числе Эвери, Де Кунинг, Поллок, Рейнар, Давид Смит, Луис Невельсон, восемь художников из «Десятки несогласных Уитни» и учитель Ротко Аршил Горки.

### Собственный стиль

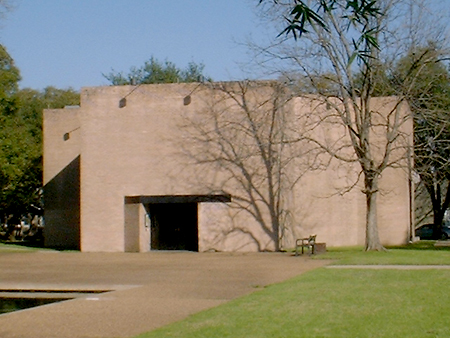
Часовня Ротко в Хьюстоне

В 1936 году Ротко начал писать книгу, которая так и не была закончена, о сходных принципах детского рисунка и работ современных ему художников. По мнению Ротко, «тот факт, что художественная работа начинается с рисунка — уже академический подход. Мы начинаем с цвета», — писал художник, оценивая влияние примитивных культур на модернистов и их мимикрию под детское творчество. Ротко считал, что модернист, как ребёнок или человек примитивной культуры, должен в своей работе идеально выразить внутреннее ощущение формы без вмешательства разума. Это должен быть физический и эмоциональный, но не интеллектуальный опыт. Ротко стал использовать цветовые поля в своих акварелях и городских ландшафтах, именно тогда предмет и форма в его работах начали терять смысловую нагрузку. Ротко сознательно стремился имитировать детские рисунки.
К началу 1950-х годов он ещё более упростил структуру своих картин, создав серию «мультиформ» — картин, состоящих из нескольких цветовых плоскостей. Сам художник формулировал свою задачу как «простое выражение сложной мысли». Работы, уже тогда прославившие его, — это прямоугольные полотна большого размера с парящими в пространстве цветовыми плоскостями живописи «цветового поля».
При этом он говорил: «Не следует считать мои картины абстрактными. У меня нет намерения создавать или акцентировать формальное соотношение цвета и места. Я отказываюсь от естественного изображения только для того, чтобы усилить выражение темы, заключенной в названии». Но большая часть его абстрактных полотен не имели названия.
Критики считают наиболее значительной работой Ротко цикл из 14 картин для капеллы экуменической церкви в Хьюстоне (Техас).

## Пик творчества
В середине 1937 года Марк поссорился со своей женой Эдит, и хотя они примирились несколько месяцев спустя, их отношения оставались натянутыми.
В начале 1938 года Ротко обратился за получением американского гражданства, 21 февраля получил его и успокоился: у него были опасения, что растущее влияние нацистов в Европе может спровоцировать внезапную депортацию не имеющих американского гражданства евреев. По этой же причине, в связи с обеспокоенностью ростом антисемитизма в Европе и Америке, в 1940 году он сократил свое имя до «Марк Ротко». Имя «Рот» всё ещё было опознаваемо еврейским, поэтому он остановился на «Ротко». С тех пор все его работы подписывались этим творческим псевдонимом.

### Поиск вдохновения в мифологии
Считая, что современная американская живопись зашла в концептуальный тупик, Ротко намеревался исследовать темы, отличные от городских и природных пейзажей. Он искал то, что может дополнить его растущий интерес к форме, пространству и цвету. Мировые войны дали этому поиску ощущение безотлагательности. Ротко настаивал на том, чтобы новая тематика была социально обусловленной, но при этом могла бы выходить за пределы существующих политических символов и ценностей. В своем эссе «Подсказанная романтика», опубликованном в 1949 году, Ротко утверждал, что «архаичный художник… счёл необходимым создать группу посредников, монстров, гибридов, богов и полубогов» почти так же, как современные человек нашёл посредников в фашизме и коммунистической партии. Для Ротко «без монстров и богов искусство не может быть драматичным».
Использование Ротко мифологии в качестве комментария к современной истории не было новым. Ротко, Готлиб и Ньюман читали и обсуждали работы Зигмунда Фрейда и Карла Юнга. В частности, они интересовались психоаналитическими теориями, касающимися снов, и архетипами коллективного бессознательного. Они понимали мифологические символы как образы, действующие в пространстве человеческого сознания, которое выходит за рамки конкретной истории и культуры. Ротко позже сказал, что его художественный подход был «преобразован» в результате изучения «драматических тематик мифа». Он даже в 1940 году временно прекратил рисовать, чтобы полностью погрузиться в изучение мифологии: «Золотой ветви» Джеймса Фрэзера и «Толкования сновидений» Фрейда.

### Влияние Ницше
Своим новым видением Ротко пытался удовлетворить духовные и творческие потребности современного человека в мифе. Наиболее важное философское влияние на Ротко в этот период имела книга Фридриха Ницше «Рождение трагедии». Ницше утверждал, что греческая трагедия спасла человека от ужасов земной жизни. Изучение новых тем в современном искусстве перестало быть целью Ротко. С этого времени его искусство преследовало цель оживить духовную пустоту современного человека. Он полагал, что эта пустота возникла отчасти из-за отсутствия мифологии, потому что по словам Ницше, «образы мифа должны быть незамеченными вездесущими демоническими стражами, под присмотром которых молодая душа растёт и зреет и чьи знаки помогают человеку интерпретировать его жизнь и борьбу». Ротко верил, что его искусство может освободить бессознательную энергию, ранее высвобождаемую мифологическими образами, символами и ритуалами. Он считал себя «создателем мифов» и провозглашал: «волнующий опыт трагедии является для меня единственным источником искусства».
Во многих из его работ этого периода, в которых он использует образы, взятые в основном из трилогии «Орестея» Эсхила, варварские сцены насилия контрастируют с цивилизованной пассивностью . Картины Ротко того периода отражают его увлечение мифологией: «Антигона», «Эдип», «Жертвоприношение Ифигении», «Леда», «Фурии», «Алтарь Орфея». Ротко использует иудео-христианские образы в «Гефсимании», «Тайной вечере» и «Обрядах Лилит». Он также ссылается на египетский («Комната в Карнаке») и сирийский («Сирийский бык») миф. Вскоре после Второй мировой войны Ротко прекратил называть свои картины, обозначая их только числами, так как считал, что название произведения ограничивают трансцендентные цели его картин.

### «Мифоморфный» абстракционизм
В основе представления Ротко и Готлиба об архаичных формах и символах, интерпретирующих современность, можно увидеть влияние сюрреализма, кубизма и абстракционизма. В 1936 году Ротко посетил две выставки в Музее современного искусства: «Кубизм и абстрактное искусство» и «Фантастическое искусство, дадаизм и сюрреализм».
В 1942 году после успеха выставки Эрнста, Миро, Вольфганга Паалена, Танги и Сальвадора Дали — художников, иммигрировавших в Соединённые Штаты из-за войны, — сюрреализм стал набирать популярность в Нью-Йорке. Ротко и его сверстники, Готтлиб и Ньюман, обсуждали искусство и идеи этих европейских пионеров сюрреализма, а также идеи Мондриана, и пришли к выводу, что сами они — наследники европейского авангарда.
Новые картины были представлены на выставке 1942 года в универмаге Macy’s в Нью-Йорке. В ответ на негативный отзыв The New York Times Ротко и Готлиб выпустили манифест, написанный в основном Ротко. Обращаясь к «недоумению» критика «Times» по поводу новой работы, они заявили: «Мы выступаем за простое выражение сложной мысли. Мы за большой образ, потому что он имеет однозначный эффект. Мы хотим вновь утвердить плоскость картины. Мы за плоские формы, потому что они разрушают иллюзии и раскрывают правду». В более резких выражениях они подвергли критике тех, кто хотел жить в окружении искусства, не бросающего вызов, отметив, что их работа обязательно «должна оскорблять любого, кто духовно настроен на декорацию».
Ротко рассматривал миф как ресурс для пополнения эры духовной пустоты. Эта вера зародилась десятилетиями ранее благодаря работам Карла Юнга, Т. С. Элиота, Джеймса Джойса и Томаса Манна.

### Уход от сюрреализма
13 июня 1943 года Ротко и Сахар снова разошлись. После развода у Ротко была долгая депрессия. Думая, что ему сможет помочь смена обстановки, он вернулся в Портленд, оттуда отправился в Беркли, где познакомился и подружился с художником-абстракционистом Клиффордом Стиллом. Глубоко абстрактные картины Стилла, предположительно, оказали значительное влияние на поздние работы Ротко. Осенью 1943 года Ротко вернулся в Нью-Йорк. Он встретился с известным коллекционером и арт-дилером Пегги Гуггенхайм, которая поначалу не готова была брать его произведения. В конце 1945 года персональная выставка Ротко в галерее Гуггенхайма «Искусство этого века» оказалась не очень удачной: небольшие продажи, с ценами на картины от 150 до 750 долларов, и негативные отзывы критиков. В этот период Ротко, находившийся под влиянием Стилла, отошёл от сюрреализма. Эксперименты Ротко по интерпретации бессознательной символики повседневных форм закончились:
Я настаиваю на равном существовании мира, порожденного разумом, и мира, порождённого Богом вне его. Если я запутался в использовании знакомых предметов, то это потому, что я отказываюсь уродовать их внешний вид ради действия, для которого они слишком стары, чтобы служить или для которого, возможно, они никогда не предназначались. Я ссорюсь с сюрреалистами и абстракционистами только как человек ссорится с своим отцом и матерью; признавая неизбежность и назначение моих корней, но настаивая на своем несогласии; я един с ними, но и полностью независим от них.
Шедевр Ротко 1945 года «Медленное кружение на краю моря» иллюстрирует его вновь обретённую склонность к абстракции. Некоторыми авторами картина была истолкована как образ ухаживания Маркуса за его будущей второй женой, Мэри Эллен «Мелл» Бистл, с которой он познакомился в 1944 году, а затем, в начале 1945 года, и женился. Другие отмечали отголоски шедевра Боттичелли «Рождение Венеры». На картине в тонких серых и коричневых тонах представлены две человеческие фигуры в кружащейся подвижной атмосфере, состоящей из разных форм и цветов. Жёсткий прямоугольный фон предвещает более поздние эксперименты Ротко с чистым цветом. Не случайно картина была закончена в год окончания Второй мировой войны.
Несмотря на отказ от своего «мифоморфного абстракционизма», всё равно до конца 1940-х годов Ротко был известен прежде всего своими сюрреалистическими работами. Музей Уитни включал их в свою ежегодную выставку современного искусства с 1943 по 1950 год.

### «Мультиформы»
1946 год в творчестве художника ознаменовался созданием того, что искусствоведы назвали «мультиформными» картинами Ротко. Хотя Ротко сам никогда не использовал подобный термин, он даёт точное описание его картин. Но сам художник описывал подобные картины как обладающие более органичной структурой и как элементы человеческого выражения. Для него эти размытые блоки разных цветов, лишённые ландшафтов, человеческих фигур и тем более символов, обладали собственной жизненной энергией. Они содержали «дыхание жизни», которого он не нашёл в фигуративной живописи той эпохи. Они были полны возможностями, тогда как его эксперименты с мифологическим символизмом стали утомительной формулой. «Мультиформность» привела Ротко к реализации его зрелого фирменного стиля, которого Ротко будет придерживаться до конца жизни.
В середине этого критического переходного периода Ротко был впечатлён абстракциями Клиффорда Стилла, на которые частично повлияли пейзажи родной Стиллу Северной Дакоты. В 1947 году, во время обучения в летнем семестре в Калифорнийской школе изящных искусств, Ротко и Стилл начали продумывать идею создания собственной учебной программы, которую они реализовали в следующем году в Нью-Йорке, назвав её «Предметом школы художников». В числе привлечённых ими художников были Дэвид Хар и Роберт Мазервелл. Прекратив своё существование уже в том же году, школа тем не менее успела стать центром современного искусства.
В дополнение к своему опыту преподавания Ротко начал публиковать статьи в двух новых арт-журналах: «Глаз тигра» и «Варианты». Используя эти издания как возможность комментировать текущую арт-сцену, Ротко также подробно обсуждал в них свои собственные работы, а также философию искусства. В своих статьях он выражал стремление к исключению фигуративных элементов из живописи, питая особый интерес к дебатам об искусстве, начатым в публикации Вольфганга Паалена «Форма и смысл» (1945). Ротко описывал свой новый метод как «неизвестные приключения в неизвестном пространстве», свободном от «прямой связи с каким-либо конкретным организмом». Бреслин интерпретировал этот переход так: «…теперь и личность, и живопись — области возможного… эффект, переданный <…> созданием многообразия всевозможных неопределённых форм».
В 1949 году Ротко был очарован картиной «Красная студия» (вариант перевода «Красная мастерская») Анри Матисса, приобретённой в том же году Музеем современного искусства. Позже он называл эту картину одним из ключевых источников вдохновения для своих более поздних абстрактных картин.

## Поздний период
Вскоре «мультиформы» превратились в фирменный стиль. Вначале 1949 года Ротко выставил новые работы в галерее Бетти Парсонс. Для критика Гарольда Розенберга картины стали не чем иным, как откровением. Раскрасив свой первый «мультиформ», Ротко уединился в своем доме в Ист-Хамптоне на Лонг-Айленде. Посмотреть новые картины он пригласил лишь нескольких избранных, включая Розенберга. Открытие его окончательной формы пришлось на тяжелый период в жизни художника: в октябре 1948 года умерла его мать, Кейт.
Ротко начал активно использовать два (иногда три) симметричных прямоугольных блока, контрастных, но дополняющих друг друга, цветов, в которых, например, «прямоугольники иногда кажутся сливающимися с основой, усиливая концентрацию их сути. Зелёная полоса на картине „Пурпурный, чёрный, зелёный на оранжевом“, кажется, вибрирует на фоне оранжевого вокруг него, создавая оптическое мерцание». Кроме того, в течение следующих семи лет Ротко писал маслом только на больших холстах вертикального формата. Масштабные проекты использовались, чтобы потрясти зрителя или, по словам Ротко, заставить зрителя чувствовать себя «окутанным» картиной. Для некоторых критиков большой размер был попыткой восполнить недостаток сути.

### Кончина

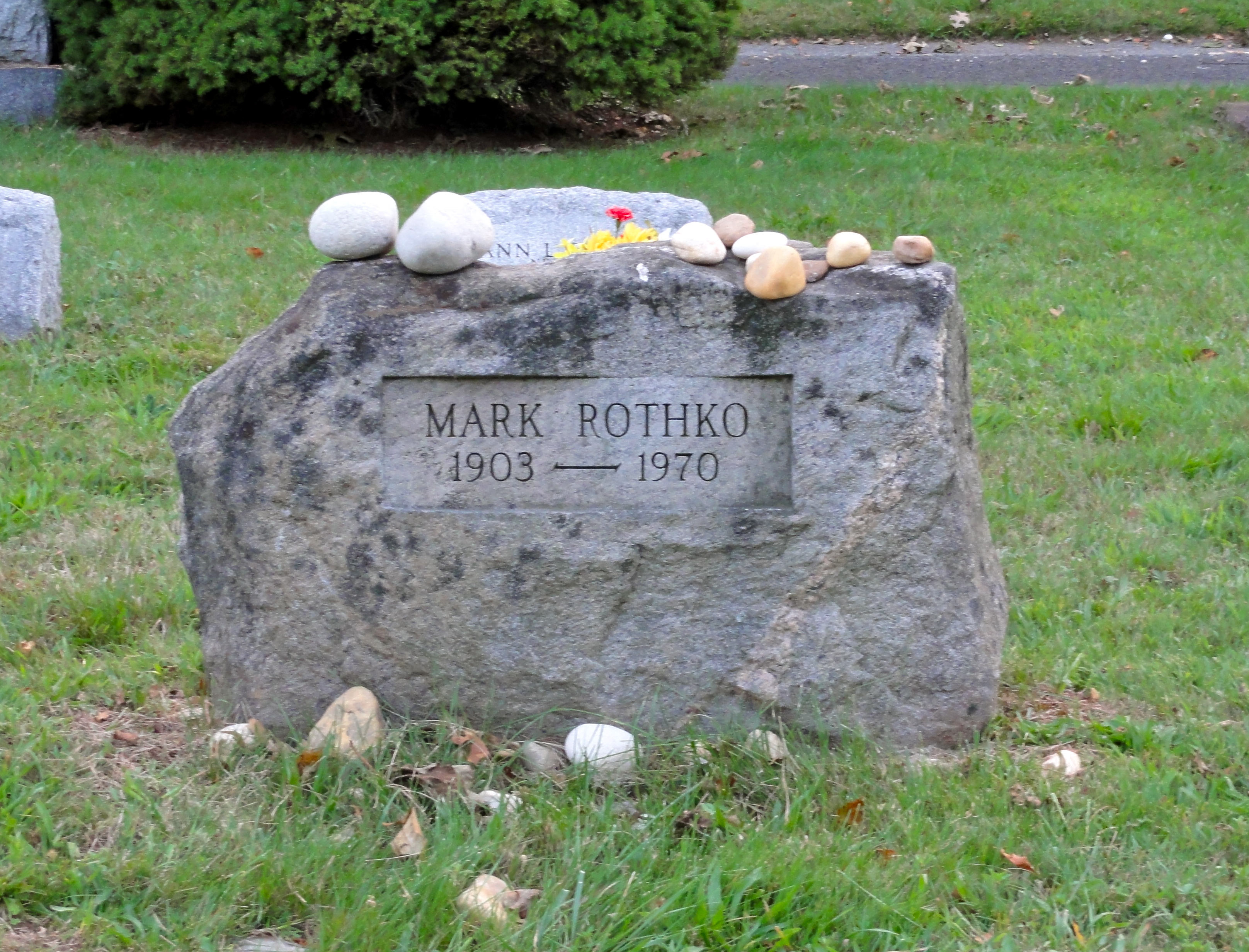
Надгробие на могиле Марка Ротко. Кладбище Ист-Мэрион, Нью-Йорк.

Весной 1968 года у Ротко была обнаружена артериальная аневризма. Игнорируя рекомендации врача, художник продолжал много пить, курить и отказался от диеты, однако послушался совета не браться больше за масштабные полотна размерами больше метра в высоту и начал работать в более компактных форматах. Его брак с Мелл Бейстл находился в это время в тяжёлом кризисе, а проблемы художника со здоровьем только усугубили положение дел. В первый день нового 1969 года они развелись, и Ротко переехал жить в свою студию.
25 февраля 1970 года ассистент Ротко Оливер Стейндекер обнаружил художника лежащим без сознания на полу собственной кухни со вскрытыми венами, в луже крови; бритва, которой он нанёс себе порезы, лежала там же. В момент обнаружения Ротко был уже мёртв. Вскрытие показало, что перед самоубийством он принял огромную дозу антидепрессантов.
Мелл Бейстл умерла 26 августа 1970 года, через шесть месяцев и один день после Марка Ротко. Причиной смерти, указанной в её свидетельстве о смерти, была гипертония, вызванная сердечно-сосудистым заболеванием.
Ротко был погребён на кладбище Ист-Мэрион на Лонг-Айленде. В 2006 году дети художника Кейт Ротко-Притцель и Кристофер Ротко подали прошение о перезахоронении останков отца на кладбище в Кенсико рядом с их матерью. В апреле 2008 года судья Артур Питтс дал разрешение на перезахоронение.

## Семья
- Отец — Я́нкель-Бе́ндет Ио́селович Роткович (в эмиграции Джейкоб, 10 ноября 1859, Михалишки, Виленская губерния[18] — 27 марта 1914[9], Портленд), аптекарь.
- Мать — Хая Мо́рдуховна Роткович (урождённая Гольдин, в эмиграции Анна; 1870, Санкт-Петербург — 11 октября 1948, Портленд), домохозяйка.
  - Сестра — Соня Аллен (англ. Sonia Allen; 19 марта 1890, Вильна — 5 марта 1985).
  - Братья — Мойше Рот (Моисей Роткович) (англ. Moise Roth (Rothkowitz); 21 ноября 1892, Вильна — 1989); Альберт Рот (Абель Роткович) (англ. Albert Roth (Rothkowitz); 7 (19) декабря 1895 — 5 мая 1977).
- Первая жена (1932—1943) — Эдит Сахар (англ. Edith Sachar; 1912—1981).
- Вторая жена (1944—1969) Мэри Эллис «Мэлл» Байстл (англ. Mary Alice «Mell» Beistle, 3.1.1922 — 26.08.1970), книжный иллюстратор[19].
  - Дочь — Кейт Ротко-Прайзел (англ. Kate Rothko Prizel; род. 30.03.1950).
  - Сын — Кристофер Ротко (англ. Christopher Rothko; род. 31.08.1963), клинический психолог, писатель.

Памятник, посвящённый Марку Ротко, установлен на берегу реки Даугава в Даугавпилсе. 2003, автор Ромуальд Гибовский

## Наследие
Марк Ротко является одним из самых известных и влиятельных американских художников второй половины XX века и ключевой фигурой послевоенного абстрактного экспрессионизма.
Вот уже долгое время Ротко входит в число самых дорогих художников. Его картина «Оранжевый, красный, жёлтый» в 2012 году стала самым дорогим произведением послевоенного искусства, когда-либо проданным на торгах (86,9 млн долларов).

## Память
- Памятник, посвящённый Марку Ротко, установлен на берегу реки Даугавы в Даугавпилсе (2003, автор Ромуальд Гибовский).
- В декабре 2009 года в Лондоне состоялась премьера спектакля «Red» («Красное»), главным героем которого является Марк Ротко. Художника сыграл британский актёр Альфред Молина, его помощника Кена — Эдди Редмэйн. Автор пьесы — американский драматург и сценарист Джон Логан (фильмы «Авиатор», «Последний самурай», «Суини Тодд»). В марте 2010 года состоялась премьера этого спектакля в нью-йоркском театре «Golden Theater»[21]. Пьеса и актёр Эдди Редмэйн получили премию Тони (2010).
- 24 апреля 2013 года в Даугавпилсе был открыт Арт-центр имени Марка Ротко (с 1 октября 2023 года именуемый музеем Ротко)[22].
- В 2013 году Латвия выпустила почтовую марку, посвящённую М. Ротко (автор Л. Чибле), а мэрия Даугавпилса выпустила монетовидный жетон памяти Ротко.

### Выставки в России
- Впервые в России выставка Марка Ротко «Живопись и графика (1903—1970). К 100-летию со дня рождения» (из собрания Национальной галереи, Вашингтон) состоялась с 16 декабря 2003 года по 8 марта 2004 года в Государственном Эрмитаже.
- Выставка «Марк Ротко: В неведомый мир» открылась в апреле 2010 года в Центре современной культуры «Гараж» (Москва). Выставка охватывала двадцать лет творчества Ротко (1949—1969). Были представлены знаменитая картина «№ 12» (1954) и эскизы монументальных проектов — фресок для небоскреба Сигрем-билдинг, часовни Университета Святого Фомы (Хьюстон, штат Техас) и других, а также одно из последних произведений Ротко, в серых и чёрных тонах, датированное 1969 годом.

### Порча картины Ротко в 2012 году
7 октября 2012 года неизвестный мужчина зашёл в один из залов лондонского музея современного искусства Tate Modern и написал чёрными чернилами в углу картины Ротко «Чёрное на коричневом» (Black on Maroon) «Vladimir Umanets '12, a potential piece of yellowism» («Владимир Уманец’12. Потенциальный кусок желтизма»). Позже выяснилось, что Владимир (Володзимеж) Уманец — гражданин России, временно проживающий в Польше.